# Yoʻldosh Oxunboboyev
Yoʻldosh Oxunboboyev (en russe : Юлдаш Ахунбабаевич Ахунбабаев, en ouzbek : Yo‘ldosh Oxunboboyevich Oxunboboyev, Йўлдош Охунбобоевич Охунбобоев. D'autres variantes de son nom existent selon les sources), (né le 1er juillet 1885 (13 juillet dans le calendrier grégorien) à Marguilan, mort le 28 février 1943 à Moscou) est un homme politique soviétique ouzbek.

## Biographie
Membre du Parti communiste d'Ouzbékistan, il est président du Comité central exécutif (parlement) de la République socialiste soviétique d'Ouzbékistan à partir du 17 février 1925. Le poste est renommé en président du Soviet suprême le 18 juillet 1938. Akhounbabaïev l'occupera jusqu'à sa mort. Par cette fonction, il est le numéro un dans l'ordre protocolaire de la République, mais il n'a pas de rôle politique important.